# Ban Chiêu
Ban Chiêu (tiếng Trung: 班昭, bính âm: Bān Zhāo, Wade–Giles: Pan1 Chao1, Việt bính: Baan1 Ciu1, Yale Quảng Đông: Bāan Chīu, 45 - 117), còn có tên Ban Cơ (班姬), tiểu tự là Huệ Ban (惠班), hay được gọi Tào đại cô (曹大姑), là một nữ học giả trứ danh thời Đông Hán. Bà xuất thân thế gia vọng tộc họ Ban, bà thông tuệ chữ nghĩa, lễ nghi, được xem là Nữ sử gia đầu tiên của Trung Quốc. Chính bà đã cùng anh trai Ban Cố viết nên Hán thư, một trong Nhị thập tứ sử nổi tiếng của Trung Quốc.

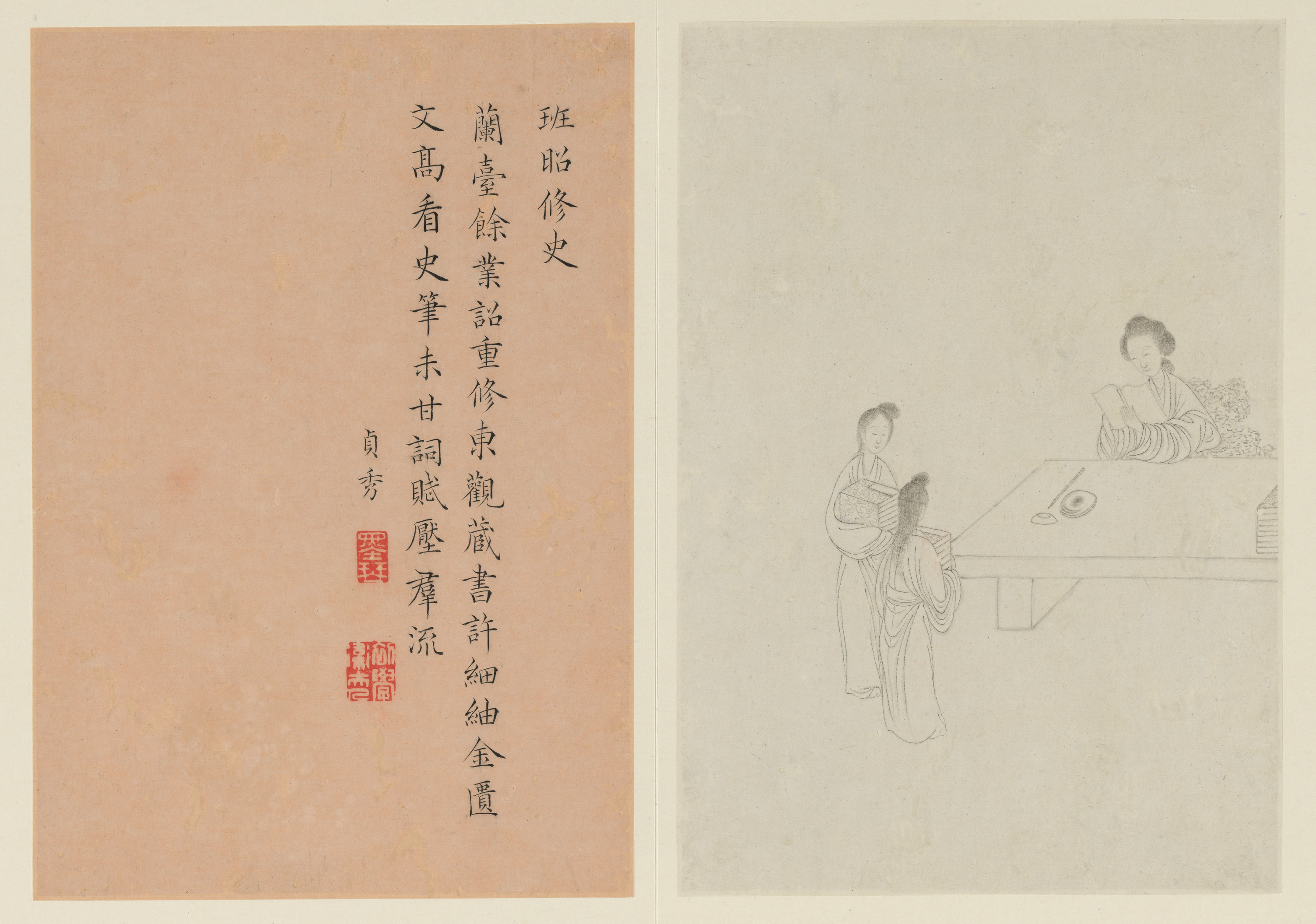
Minh họa Ban Chiêu trong cuốn Liệt nữ đồ (列女圖).

Vào thời Hán Hòa Đế, bà được mời vào cung dạy học cho Hoàng hậu, Quý nhân và các cung nữ. Sau khi Hòa Hi Đặng Thái hậu lâm triều tiến hành nhiếp chính, bà từng nhiều lần bàn luận chính sự cùng Thái hậu. Tác phẩm của bà hiện không còn được giữ lại nhiều, chỉ còn lưu lại Đông Chinh phú (东征赋) và Nữ giới (女诫), đều có ảnh hưởng đến văn học các đời sau.

## Thân thế
Ban Chiêu sinh ra ở Phù Phong, An Lăng, nay là khu vực gần Hàm Dương, Thiểm Tây, xuất thân trong một gia đình Nho giáo nổi tiếng, rất có tài hoa về văn học vào thời Đông Hán, hậu duệ của Lệnh doãn nước Sở là Tử Văn. Tổ phụ là Ban Trĩ (班稚), là một người con trai của Ban Huống (班况) và là anh của Ban Tiệp dư của Hán Thành Đế.
Cha bà là Ban Bưu (班彪), là nhà văn nổi tiếng Trung Quốc thời bấy giờ, từng nhậm Huyện lệnh. Ngoài ra bà có một người anh là Ban Cố, nhà sử gia nổi tiếng, cùng Ban Bưu làm cơ sở gầy dựng nên Hán thư trứ danh. Bà còn có một người anh khác là Đại tướng quân Ban Siêu, có công lao trấn giữ vùng Tây Vực chống lại Hung Nô thời Hán. Cha anh bà có học thức cao nên bản thân bà cũng không hề thua kém. Xuất thân trong một gia tộc có truyền thống văn chương, Ban Chiêu tự nhiên cũng thừa hưởng nền tảng của gia tộc.
Năm 14 tuổi, Ban Chiêu gả cho Tào Thế Thúc (曹世叔). Tổ ấm của đôi vợ chồng trẻ này rất hạnh phúc, nhưng chỉ được 10 năm, Tào Thế Thức qua đời, Ban Chiêu một lòng thủ tiết thờ chồng, bà chuyên tâm tích cực nghiên cứu, chăm lo, viết nên các tác phẩm sử sách để đời. Bà cùng chồng chỉ có một người con trai duy nhất tên Tào Thành (曹成).

## Tào Đại cô
Tài khiếu viết văn của Ban Chiêu trước hết thể hiện trong quá trình giúp anh trai Ban Cố viết cuốn Tiền Hán Thư, đây là cuốn sử đoạn đại mang thể loại ký truyện đầu tiên của Trung Quốc, có địa vị ngang hàng với cuốn Sử Ký của Tư Mã Thiên thời Tây Hán trên lịch sử.
Ban Bưu là người đầu tiên bắt tay vào việc viết bộ sử này, sau khi cha qua đời, anh trai Ban Chiêu tên là Ban Cố tiếp tục hoàn thành việc này. Tuy nhiên, chỉ đến phần "Thiên văn chí" (天文志) thì Ban Cố bị tống giam và chết, do có can hệ với Đậu Hiến, anh trưởng của Chương Đức Đậu hoàng hậu. Khi cùng Đậu Hiến đi đánh Hung Nô, Ban Cố đã buông lỏng quản lý người nhà, để họ làm bậy. Người nhà Ban Cố có xô xát với Xung Kinh nhưng do ông có quan hệ với Đậu Hiến nên Xung Kinh đành chịu im. Khi Đậu Hiến bị xử tội, Xung Kinh mang việc trước ra tố cáo lên triều đình, do đó Ban Cố bị bắt giam.
Về sau, Hán Hòa Đế cho phép Ban Chiêu được vào Đông Quan Tàng Thư các (藏书阁) để tiếp tục công việc biên soạn bộ Hán Thư. Những phần do bà soạn, từ tập 13 đến 20 (Bát biểu biên niên) và tập 26 (Thiên văn chí), được coi là mẫu mực cho nhiều tác phẩm lịch sử về sau. Sau khi bộ Tiền Hán Thư cho xuất bản, đã được sự đánh giá rất cao. Chương gay cấn nhất trong Tiền Hán Thư là bảng thứ 7 Bảng bách quan công khanh và Chí thứ 6 Thiên văn chí, hai bộ phận này về sau đều do Ban Chiêu hoàn thành. Học thức của Ban Chiêu hết sức tinh túy, để cầu được sự chỉ dẫn của Ban Chiêu, nhà học giả lớn hồi bấy giờ tên là Mã Dung đã phải quỳ ở bên ngoài thư viện đọc sách của Ban Chiêu để lắng nghe bà giảng giải. Sau đó, Hán Hòa Đế cho vời Ban Chiêu vào cung dạy học cho cung nhân, khi ấy Ban Chiêu đã hơn 40 tuổi, lại học rộng biết nhiều, người đời đều kính xưng bằng danh vị cao quý là [Tào đại cô; 曹大姑] (do bà gả cho họ Tào). Mỗi lần các địa phương cống lên những thứ trân quý mới lạ, Hòa Đế đều gọi Ban Chiêu sáng tác phú để tán dương.
Khi Đặng Thái hậu lâm triều nghe chính, Ban Chiêu được phép cùng Thái hậu bàn luận chính sự, được xưng gọi Thái hậu sư (太后師; nghĩa là "Thầy dạy của Thái hậu"). Bà thông minh đoan chính, can gián điều sai, góp nhiều ý kiến bàn luận sâu sắc khiến Thái hậu rất tâm đắc. Do đó, Đặng Thái hậu đặc cách phong con trai bà tước Quan nội hầu (关内侯), làm tới chức Quốc tướng của nước Tề.
Năm Vĩnh Sơ thứ 7 (113), con trai bà là Tào Thành đến Trần Lưu quận (陈留郡; nay là huyện Trường Viên, Hà Nam), bà cùng con trai cũng đến đó. Sau khi đến đây, bà tức cảnh sinh tình, đem Bắc chinh phú (北征赋) của Ban Bưu thành Đông chinh phú (东征赋). Khoảng năm Nguyên Sơ thứ 4 (117), Ban Chiêu qua đời, thọ khoảng hơn 70 tuổi. Đặng Thái hậu thân mặc tố phục khóc tang, phái sứ giả đến coi việc tang sự của bà. Ngày nay, một miệng núi lửa trên Sao Kim được đặt theo tên của Ban Chiêu.

## Câu chuyện

### Vì anh dâng sớ
Khoảng năm Vĩnh Nguyên đời Hán Hoà Đế, anh thứ của Ban Chiêu là Ban Siêu lâu ngày ở vùng biên cương, muốn xin trở về Đại Hán. Ban Chiêu vì anh trai mà dâng lên cho Hoà Đế một đạo tấu sớ, viết:
| “                                                              | 妾同產兄西域都護定遠侯超，幸得以微功特蒙重賞，爵列通侯，位二千石。天恩殊絕，誠非小臣所當被蒙。超之始出，志捐軀命，兾立微功，以自陳效。會陳睦之變，道路隔絕，超以一身轉側絕域，曉譬諸國，因其兵衆，每有攻戰，輒爲先登，身被金夷，不避死亡。賴蒙陛下神靈，且得延命沙漠，至今積三十年。骨肉生離，不復相識。所與相隨時人士衆，皆已物故。超年最長，今且七十。衰老被病，頭髮無黑，兩手不仁，耳目不聦明，扶杖乃能行。雖欲竭盡其力，以報塞天恩，迫於歲暮，犬馬齒索。蠻夷之性，悖逆侮老，而超旦暮入地，乆不見代，恐開姦宄之源，生逆亂之心。而卿大夫咸懷一切，莫肯遠慮。如有卒暴，超之氣力不能從心，便爲上損國家累世之功，下弃忠臣竭力之用，誠可痛也。故超萬里歸誠，自陳苦急，延頸踰望，三年於今，未蒙省錄。妾竊聞古者十五受兵，六十還之，亦有休息不任職也。緣陛下以至孝理天下，得萬國之歡心，不遺小國之臣，況超得備侯伯之位，故敢觸死爲超求哀，匄超餘年。一得生還，復見闕庭，使國永無勞遠之慮，西域無倉卒之憂，超得長蒙文王葬骨之恩，子方哀老之惠。詩云：「民亦勞止，汔可小康，惠此中國，以綏四方。」超有書與妾生訣，恐不復相見。妾誠傷超以壯年竭忠孝於沙漠，疲老則便捐死於曠野，誠可哀憐。如不蒙救護，超後有一旦之變，兾幸超家得蒙趙母、衛姬先請之貸。妾愚戇不知大義，觸犯忌諱。 . Anh của thiếp thân là Tây Vực đô hộ Định Viễn hầu Ban Siêu, may mắn nhờ quân công mà trọng thưởng, tước liệt hàng Thông hầu, hưởng 2000 thạch. Thiên ân thù tuyệt, đó là ân phước to lớn mà hạng tiểu thần có thể hưởng, tuyệt không dám mong mỏi gì hơn. Khi Siêu đến Tây Vực, liền lập chí hy sinh thân mình vì nước. Sự biến Trần Mục, Siêu vật vờ ở chốn hoang Tây, trằn trọc dị vực, may mắn toàn mạng là do ân điển của bệ hạ phúc đức phù hộ, nay đã 30 năm. Những người đi cùng Siêu đến biên cương khi trước đều đã chết. Nay Siêu cũng đã hơn 70, suy nhược nhiều bệnh, dù mong muốn đem cả sinh mạng mà báo quốc, đã lực bất tòng tâm. Giả như cứ để thân bệnh nhọc cầm giữ nơi ấy, nhỡ đâu có sự biến trở tay không kịp, tất làm hỏng kế hoạch vạn đại của quốc triều. Thiếp thân nghe nói cổ nhân 15 tuổi tòng quân, 60 tuổi về quê, giữa lúc ấy còn có thời điểm nghỉ ngơi, không dụng phục dịch. Kính nghĩ Bệ hạ lấy Chí-Hiếu mà quản lý thiên hạ, là đạt được cái tâm vui sướng của vạn dân, thì đừng nên bỏ rơi thần tử chốn xa xôi, huống hồ Siêu đã vị liệt tước Hầu, bởi vậy thiếp thân bạo gan thỉnh cầu Bệ hạ cho Siêu hồi quốc. Kinh Thi viết: 「"Dân diệc lao chỉ, kỷ khả tiểu khang. Huệ thử trung quốc, dĩ tuy tứ phương"」. Siêu đã cùng thiếp thân viết thư đến gần hết đời, suốt ngần ấy năm chưa hề gặp lại nhau. Lúc tráng niên, Siêu đã tận tâm cống hiến hết mình vì sa mạc, khi về già lại vẫn lặng lẽ như vậy mà mất ở vùng quê hoang vắng, thiếp nghĩ đến mà thực bi thống! Nếu Siêu qua đời, biên vực lại có biến, thiếp mạo muội noi theo chuyện Triệu Mẫu, Vệ Cơ mà thỉnh lên Bệ hạ, đừng giáng chỉ trách cứ cả nhà Siêu. Thiếp thân có lời ngu tối kiến, xúc phạm đại nghĩa, thỉnh Bệ hạ lượng thứ tội phạm húy. | ” |
| — Ban Chiêu vì Ban Siêu thỉnh sớ - trích trong Ban Siêu truyện | |   |

Sớ này dâng lên, Hòa Đế xem mà cảm động. Cuối cùng, Hòa Đế phái Mậu Kỷ giáo úy Nhậm Thượng (任尚) tiếp nhận thay chức Tây Vực đô hộ cho Ban Siêu, vì thế Ban Siêu mới có thể quay về cố hương.

### Gián ngôn Thái hậu
Những năm Vĩnh Sơ, anh trai Thái hậu là Đặng Chất lấy lý nhân do mẫu thân Âm phu nhân qua đời, xin Đặng Thái hậu cho từ quan về quê. Đặng Thái hậu ban đầu không đồng ý, hỏi ý kiến Ban Chiêu, bà đáp:
| “                                      | 伏惟皇太后陛下，躬盛德之美，隆唐虞之政，闢四門而開四聰，采狂夫之瞽言，納芻蕘之謀慮。妾昭得以愚朽，身當盛明，敢不披露肝膽，以效萬一。妾聞謙讓之風，德莫大焉，故典墳述美，神祇降福。昔夷齊去國，天下服其廉高；太伯違邠，孔子稱為三讓。所以光昭令德，揚名于後者也。《論語》曰：『能以禮讓為國，於從政乎何有。』由是言之，推讓之誠，其致遠矣。今四舅深執忠孝，引身自退，而以方垂未靜，拒而不許；如後有毫毛加於今日，誠恐推讓之名不可再得。緣見逮及，故敢昧死竭其愚情。自知言不足采，以示蟲螘之赤心。 . Kính nghĩ, Hoàng thái hậu bệ hạ mỹ đức thịnh hành, nối được ơn đức của Nghiêu Thuấn, khiến thiên hạ thái bình. Thần hạ ngu muội, đắc ngộ minh chủ, không có bản lĩnh như thế, nay xin đưa ra vài ngu kiến để báo đáp hoàng ân. Thần nghe thánh hiền xưa, ca ngợi việc khiêm nhượng, là thấy bản thân lực bất tòng tâm thì nhượng cho kẻ hiền, mãi được đời sau ca ngợi. Xưa có Bá Di, Thúc Tề không ham danh lợi mà nhượng ngôi quốc quân, thiên hạ khen không tiếc lời sự cao thượng của 2 người. Thái Bá nhượng vị cho Quý Lịch, đức Khổng Tử 3 lần khen ngợi không dứt. Ân đức của họ được lưu truyền, mãi là tấm gương cho hậu thế. Luận Ngữ có viết: "Năng dụng lễ nhượng trị quốc, tòng chánh hoàn hữu thập yêu khả vi nan ni?" là để nói nên thôi nhượng mĩ đức, ảnh hưởng sâu xa. Đến nay, bốn vị quốc cữu kiên tuẫn trung hiếu, nhất định từ quan về quê, nếu như cự tuyệt ý định, e rằng về sau không có tiếng hiền, lại còn mang danh ngoại thích lộng quyền. Thần thiếp ngu kiến trần ngôn, cốt gắng sức suy nghĩ cho Bệ hạ, để báo ân đức của Bệ hạ đối với ngu thiếp. | ” |
| — Lời gián Đặng Thái hậu của Ban Chiêu | |   |

Đặng Thái hậu nghe thấy, suy nghĩ hồi lâu và chuẩn cho Đặng Chất cùng họ hàng của mình về quê từ quan.

### Viết ra Nữ giới
Ban Chiêu lúc tuổi già, thân hoạn bệnh tật, trong nhà có con gái đều sắp đến tuổi xuất giá. Bà lo sợ các nàng khi về nhà chồng, tính cách không hòa hợp, lại ỷ vào gia thế mà không có chừng mực nên nhàn nhã viết ra một cuốn sách 7 chương, gọi [Nữ giới; 女诫].
Cuốn sách này hỗ trợ và phát động ["Tam tòng chi đạo"; 三從之道] và ["Tứ đức chi nghi"; 四德之儀] của nữ giới, khiến các nữ tử xuất thân danh môn biết thu liễm thân phận mà có hành vi đúng mực. Ban Chiêu qua đó biết rõ thân phận của phụ nữ nói chung đương thời, dù xuất thân cao sang, nhưng bên ngoài đều là nam giới nắm quyền, nếu không biết chừng mực sẽ thành đại họa. Trong sách, Ban Chiêu cổ vũ nữ giới biết rành rõ việc nhà, nắm rõ cách quản xuyến tài sản nhà cửa, thực hiện phụng dưỡng cha mẹ, đặt ra 4 thứ hình thành phẩm giá phụ nữ: Phụ đức (妇德), Phụ ngôn (妇言), Phụ dung (妇容) cùng Phụ công (妇功). Sách khi làm ra, được nam giới tán thưởng và dần hình thành nên cái gọi là ["Tam tòng Tứ đức"] của phụ nữ về sau, trở thành một trong Nữ tứ thư (女四書) thời cổ đại.
Khi cuốn sách này được viết ra, đường thời cũng có đánh giá trái chiều. Một người hâm mộ Ban Chiêu là Mã Dung cảm thấy rất hay, bèn đem về dạy cho vợ và con gái. Trong khi một em chồng của Ban Chiêu, tức em gái của Tào Thế Thức là Tào Phong Sinh (曹豐生) cảm thấy bất bình với 7 chương Nữ giới, viết thư phản bác.

## Gia phả
|        |        |        |        |        |        |  |  |        |        |        |        |        |        |  |  | Ban Nhất               |                        |                        |                        |                        |                        |  |  |             |             |             |             |             |             |  |  |  |  |  |  |  |  |  |  |  |  |  |  |  |  |  |  |
|        |        |        |        |        |        |  |  |        |        |        |        |        |        |  |  |                        |                        |                        |                        |                        |                        |  |  |             |             |             |             |             |             |  |  |  |  |  |  |  |  |  |  |  |  |  |  |  |  |  |  |
|        |        |        |        |        |        |  |  |        |        |        |        |        |        |  |  | Ban Nhụ                |                        |                        |                        |                        |                        |  |  |             |             |             |             |             |             |  |  |  |  |  |  |  |  |  |  |  |  |  |  |  |  |  |  |
|        |        |        |        |        |        |  |  |        |        |        |        |        |        |  |  |                        |                        |                        |                        |                        |                        |  |  |             |             |             |             |             |             |  |  |  |  |  |  |  |  |  |  |  |  |  |  |  |  |  |  |
|        |        |        |        |        |        |  |  |        |        |        |        |        |        |  |  | Ban Trường             |                        |                        |                        |                        |                        |  |  |             |             |             |             |             |             |  |  |  |  |  |  |  |  |  |  |  |  |  |  |  |  |  |  |
|        |        |        |        |        |        |  |  |        |        |        |        |        |        |  |  |                        |                        |                        |                        |                        |                        |  |  |             |             |             |             |             |             |  |  |  |  |  |  |  |  |  |  |  |  |  |  |  |  |  |  |
|        |        |        |        |        |        |  |  |        |        |        |        |        |        |  |  | Ban Hồi                |                        |                        |                        |                        |                        |  |  |             |             |             |             |             |             |  |  |  |  |  |  |  |  |  |  |  |  |  |  |  |  |  |  |
|        |        |        |        |        |        |  |  |        |        |        |        |        |        |  |  |                        |                        |                        |                        |                        |                        |  |  |             |             |             |             |             |             |  |  |  |  |  |  |  |  |  |  |  |  |  |  |  |  |  |  |
|        |        |        |        |        |        |  |  |        |        |        |        |        |        |  |  | Ban Huống              |                        |                        |                        |                        |                        |  |  |             |             |             |             |             |             |  |  |  |  |  |  |  |  |  |  |  |  |  |  |  |  |  |  |
|        |        |        |        |        |        |  |  |        |        |        |        |        |        |  |  |                        |                        |                        |                        |                        |                        |  |  |             |             |             |             |             |             |  |  |  |  |  |  |  |  |  |  |  |  |  |  |  |  |  |  |
|        |        |        |        |        |        |  |  |        |        |        |        |        |        |  |  |                        |                        |                        |                        |                        |                        |  |  |             |             |             |             |             |             |  |  |  |  |  |  |  |  |  |  |  |  |  |  |  |  |  |  |
| Ban Bá | Ban Bá | Ban Bá | Ban Bá | Ban Bá | Ban Bá |  |  | Ban Du | Ban Du | Ban Du | Ban Du | Ban Du | Ban Du |  |  | Ban Trĩ                | Ban Trĩ                | Ban Trĩ                | Ban Trĩ                | Ban Trĩ                | Ban Trĩ                |  |  | Ban Tiệp dư | Ban Tiệp dư | Ban Tiệp dư | Ban Tiệp dư | Ban Tiệp dư | Ban Tiệp dư |  |  |  |  |  |  |  |  |  |  |  |  |  |  |  |  |  |  |
| Ban Bá | Ban Bá | Ban Bá | Ban Bá | Ban Bá | Ban Bá |  |  | Ban Du | Ban Du | Ban Du | Ban Du | Ban Du | Ban Du |  |  | Ban Trĩ                | Ban Trĩ                | Ban Trĩ                | Ban Trĩ                | Ban Trĩ                | Ban Trĩ                |  |  | Ban Tiệp dư | Ban Tiệp dư | Ban Tiệp dư | Ban Tiệp dư | Ban Tiệp dư | Ban Tiệp dư |  |  |  |  |  |  |  |  |  |  |  |  |  |  |  |  |  |  |
|        |        |        |        |        |        |  |  | Ban Tự | Ban Tự | Ban Tự | Ban Tự | Ban Tự | Ban Tự |  |  | Ban Bưu                | Ban Bưu                | Ban Bưu                | Ban Bưu                | Ban Bưu                | Ban Bưu                |  |  |             |             |             |             |             |             |  |  |  |  |  |  |  |  |  |  |  |  |  |  |  |  |  |  |
|        |        |        |        |        |        |  |  | Ban Tự | Ban Tự | Ban Tự | Ban Tự | Ban Tự | Ban Tự |  |  | Ban Bưu                | Ban Bưu                | Ban Bưu                | Ban Bưu                | Ban Bưu                | Ban Bưu                |  |  |             |             |             |             |             |             |  |  |  |  |  |  |  |  |  |  |  |  |  |  |  |  |  |  |
|        |        |        |        |        |        |  |  |        |        |        |        |        |        |  |  |                        |                        |                        |                        |                        |                        |  |  |             |             |             |             |             |             |  |  |  |  |  |  |  |  |  |  |  |  |  |  |  |  |  |  |
|        |        |        |        |        |        |  |  | Ban Cố | Ban Cố | Ban Cố | Ban Cố | Ban Cố | Ban Cố |  |  | Định Viễn hầu Ban Siêu | Định Viễn hầu Ban Siêu | Định Viễn hầu Ban Siêu | Định Viễn hầu Ban Siêu | Định Viễn hầu Ban Siêu | Định Viễn hầu Ban Siêu |  |  | Ban Chiêu   | Ban Chiêu   | Ban Chiêu   | Ban Chiêu   | Ban Chiêu   | Ban Chiêu   |  |  |  |  |  |  |  |  |  |  |  |  |  |  |  |  |  |  |
|        |        |        |        |        |        |  |  | Ban Cố | Ban Cố | Ban Cố | Ban Cố | Ban Cố | Ban Cố |  |  | Định Viễn hầu Ban Siêu | Định Viễn hầu Ban Siêu | Định Viễn hầu Ban Siêu | Định Viễn hầu Ban Siêu | Định Viễn hầu Ban Siêu | Định Viễn hầu Ban Siêu |  |  | Ban Chiêu   | Ban Chiêu   | Ban Chiêu   | Ban Chiêu   | Ban Chiêu   | Ban Chiêu   |  |  |  |  |  |  |  |  |  |  |  |  |  |  |  |  |  |  |
|        |        |        |        |        |        |  |  |        |        |        |        |        |        |  |  |                        |                        |                        |                        |                        |                        |  |  |             |             |             |             |             |             |  |  |  |  |  |  |  |  |  |  |  |  |  |  |  |  |  |  |
|        |        |        |        |        |        |  |  |        |        |        |        |        |        |  |  | Định Viễn hầu Ban Hùng | Định Viễn hầu Ban Hùng | Định Viễn hầu Ban Hùng | Định Viễn hầu Ban Hùng | Định Viễn hầu Ban Hùng | Định Viễn hầu Ban Hùng |  |  | Ban Dũng    | Ban Dũng    | Ban Dũng    | Ban Dũng    | Ban Dũng    | Ban Dũng    |  |  |  |  |  |  |  |  |  |  |  |  |  |  |  |  |  |  |
|        |        |        |        |        |        |  |  |        |        |        |        |        |        |  |  | Định Viễn hầu Ban Hùng | Định Viễn hầu Ban Hùng | Định Viễn hầu Ban Hùng | Định Viễn hầu Ban Hùng | Định Viễn hầu Ban Hùng | Định Viễn hầu Ban Hùng |  |  | Ban Dũng    | Ban Dũng    | Ban Dũng    | Ban Dũng    | Ban Dũng    | Ban Dũng    |  |  |  |  |  |  |  |  |  |  |  |  |  |  |  |  |  |  |
|        |        |        |        |        |        |  |  |        |        |        |        |        |        |  |  | Định Viễn hầu Ban Thủy |                        |                        |                        |                        |                        |  |  |             |             |             |             |             |             |  |  |  |  |  |  |  |  |  |  |  |  |  |  |  |  |  |  |